# آوای تندر
آوای تندر (به انگلیسی: A Sound of Thunder) عنوان داستان کوتاهی علمی-تخیلی است از ری بردبری که نخستین بار در سال ۱۹۵۲ در مجموعهٔ سیب‌های طلایی خورشید چاپ شد و تا سال ۲۰۰۴ که در آخرین مجموعه داستان‌های کوتاه بردبری که با نام آوای تندر و داستان‌های دیگر چاپ شود، در ۳۰ مجموعه و مجلهٔ مختلف به چاپ رسید که مشهورترین آن‌ها در The Great SF Stories ۱۴چاپ ۱۹۵۲ بود.
هر کدام از ۲۵ جلدِ سری کتاب‌های «داستان‌های برتر علمی‌تخیلی»، بهترین داستان‌های علمی‌تخیلی چاپ شده در هر سال را به انتخاب و گردآوری آیزاک آسیموف شامل بود که در سال ۱۹۷۹ با چاپ اولین شمارهٔ آن که داستان‌های سال ۱۹۳۹ را در برمی‌گرفت آغاز و آخرین شمارهٔ آن با مرگ آسیموف در سال ۱۹۹۲ روی سال ۱۹۶۳ متوقف شد.
از روی این داستان فیلمی سینمایی با کارگردانی «پیتر هایمز» ساخته شد که فیلم‌نامه‌اش را توماس دین دانلی نوشته بود. فیلم قرار بود در سال ۲۰۰۳ به نمایش درآید، اما بی‌پولی تهیه‌کنندگان در مراحل پس از فیلمبرداری، هم‌چنین جاری شدن سیل در جمهوری چک در سال ۲۰۰۲ که باعث از بین رفتن بسیاری از دکورهای فیلم شد، سبب شد تا با وقفه‌ای طولانی در سال ۲۰۰۵ به نمایش در آید.

## دربارهٔ داستان
همان‌طور که از اولین سطور داستان به چشم می‌آید، ایدهٔ داستان می‌گردد حول سوژهٔ مورد علاقه علمی‌تخیلی نویسان، یعنی سفر در طول زمان و بعد هم لابد اتفاق‌ها و از این دست ماجراهایی که در این خط داستانی زیاد به چشم می‌خورند. اما این داستان سه فرق عمده با همه‌شان دارد، اول این‌که بردبری با نگاه خاص خودش آن را نوشته است! دوم این جزو نخستین داستان‌های نوشته شده با مبنا قرار دادن این درون‌مایه‌است و سوم هم این که یکی از اولین جملاتی که با خواندن داستان به ذهن خوانندگان آشنا با نظریه‌های علمی، به خصوص نظریهٔ آشوب برسد چنین خواهد بود: «چه جالب؛ پروانه! یعنی چقدر با تئوری اثر پروانه‌ای ربط دارد؟» و اصل ماجرا هم همین است، و جوابش هم خیلی ساده‌است: «خیلی زیاد! خود خودش است اصلاً!»
در تاریخچهٔ این تئوری آمده این ایده که پروانه‌ای بتواند تأثیر موجی غیرقابل پیش‌بینی بر حوادث بعدی داشته باشد، نخستین بار در سال ۱۹۵۲ در داستانی از ری بردبری با موضوع سفر در زمان آمده‌است.
اصطلاح «اثر پروانه‌ای» خود اولین بار به سال ۱۹۶۳ در مقاله‌ای از ادوارد لورنز در آکادمی علوم نیویورک مطرح شد. در آن مقاله آمده‌است: «بال زدن پروانه‌ای ممکن است سیر طبیعی آب و هوا را برای همیشه تغییر دهد؟»